# Ledtjärnen (Ragunda socken, Jämtland, 699690-151257)
Ledtjärnen är en sjö i Ragunda kommun i Jämtland och ingår i Ljungans huvudavrinningsområde.